# Autoslaaptrein
Een autoslaaptrein is een trein waarmee reizigers hun eigen auto of motor kunnen vervoeren, terwijl ze zelf de nacht doorbrengen in een ander deel van de trein.
De algemenere term autotrein is ook van toepassing op dagtreinen die een betrekkelijk korte afstand afleggen, dus geen slaaptreinen zijn. Deze komen vooral voor waar er geen verkeersweg is, zoals bij de Sylt Shuttle in Duitsland, de Lötschbergtunnel en Simplontunnel in Zwitserland en de Eurotunnel Le Shuttle.
In principe kunnen alle voertuigen worden meegenomen die op de openbare weg zijn toegelaten en binnen bepaalde maximale afmetingen vallen. De reiziger kan in een autoslaaptrein kiezen voor een slaaprijtuig of een ligrijtuig.
Voor vrachtwagens bestaan ook treinen al dan niet met slaapfaciliteiten op RoLa-trajecten en een apart aanbod bij Eurotunnel Le Shuttle.

## Bestemmingen
- De eerste Belgische autoslaaptrein vertrok op 30 juni 1956 vanuit het station van Oostende naar München.[1] Tot de afschaffing in 2003 waren Bressoux, Denderleeuw en Schaarbeek het vertrekpunt van de autoslaaptreinen.

- Op 30 juni 1960 vertrok vanaf station Amsterdam Amstel de eerste Nederlandse autoslaaptrein naar Frankrijk. In september 1971 vertrokken de laatste autoslaaptreinen van dit station. Vanaf 1972 was station 's-Hertogenbosch het enige vertrekpunt van de autoslaaptreinen. Tot 2002 werden de ritten tot de grens verzorgd door de Nederlandse Spoorwegen. Sinds 2002 was Euro-Express Treincharter de exploitant.[2] De EETC reed vanuit station 's-Hertogenbosch tot en met 2014 in de zomer de AutoSlaap Trein naar Italië (Alessandria en Livorno) en naar Slovenië (Koper). In het verleden werden er vanuit Nederland meer bestemmingen bediend: Bordeaux, Brive-la-Gaillarde, Biarritz, Bellinzona, Villach, Narbonne, Cerbère (Portbou), Verona, Rimini, Bologna en nog diverse aantal andere plaatsen.

- In Duitsland en Oostenrijk kent men de ÖBB Nightjet en UEX Urlaubs-Express, met een groot aantal bestemmingen.

- In Frankrijk rijden binnenlandse autotreinen tussen station Paris Bercy en een groot aantal stations in Zuid-Frankrijk. Passagiers reizen met een andere trein - dit zijn dus eigenlijk geen autoslaaptreinen.

- In de Verenigde Staten rijdt de Auto Train tussen Lorton in Virginia en Sanford in Florida.

## Laden en lossen
Het beheer van autoslaaptreinen is ingewikkelder dan bij een reguliere slaaptreinen. Dit omdat de faciliteiten en ruimte om auto's op en van de treinen te laten rijden maar op een beperkt aantal stations mogelijk is.
Van de stroomafnemer van de trekkende locomotief komt metaalslijpsel vrij (door het contact met de bovenleiding), dit slijpsel kan de autolak beschadigen. Om dit te voorkomen, hangen de autowagens zo veel mogelijk achteraan de trein.
Bij vertrek staat de trein met de achterzijde tegen het laadperron. Meestal mogen de reizigers zelf de auto op de trein rijden. Daarna is de trein gereed voor vertrek. Bij aankomst worden de autowagons afgekoppeld en tegen het laadperron gereden. Er wordt van de reizigers verwacht dat ze op tijd bij de auto aanwezig zijn, zodat het lossen van de auto's niet stagneert door een ontbrekende bestuurder.
Achteruitrijden is meestal niet nodig. Zowel het laden als het lossen gebeuren vooruitrijdend.

## Meerdere bestemmingen
Hoewel het bewerkelijk is door het vele rangeren, heeft een autoslaaptrein vaak meer dan één herkomst en meer dan één bestemming. Bijvoorbeeld van station Hamburg-Altona en Düsseldorf naar Innsbruck en Wenen. Er zijn dan autowagons voor de verschillende herkomsten en bestemmingen nodig. De reizigers reizen in slaaprijtuigen die onderweg niet worden aan- en afgekoppeld.

## Restauratierijtuig
In veel autoslaaptreinen is er een restauratierijtuig aan boord waar reizigers een maaltijd kunnen nuttigen. Reizigers die onderweg afstappen hebben soms de mogelijkheid in het station van aankomst te ontbijten. Na het ontbijt kunnen de auto's van de wagons worden afgeladen.

## Impressie

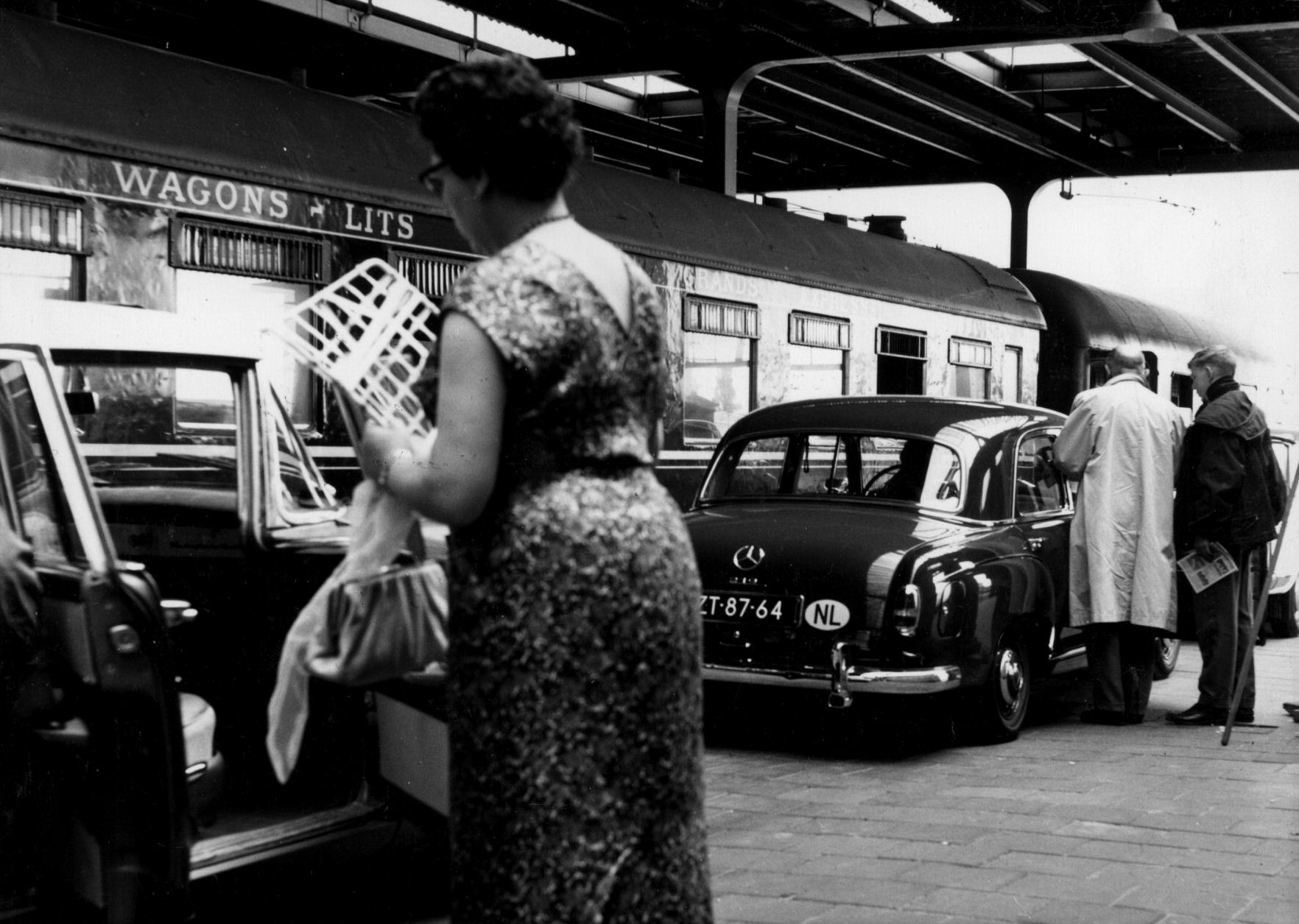
Autoslaaptrein op station Amsterdam-Amstel, 18 juli 1962
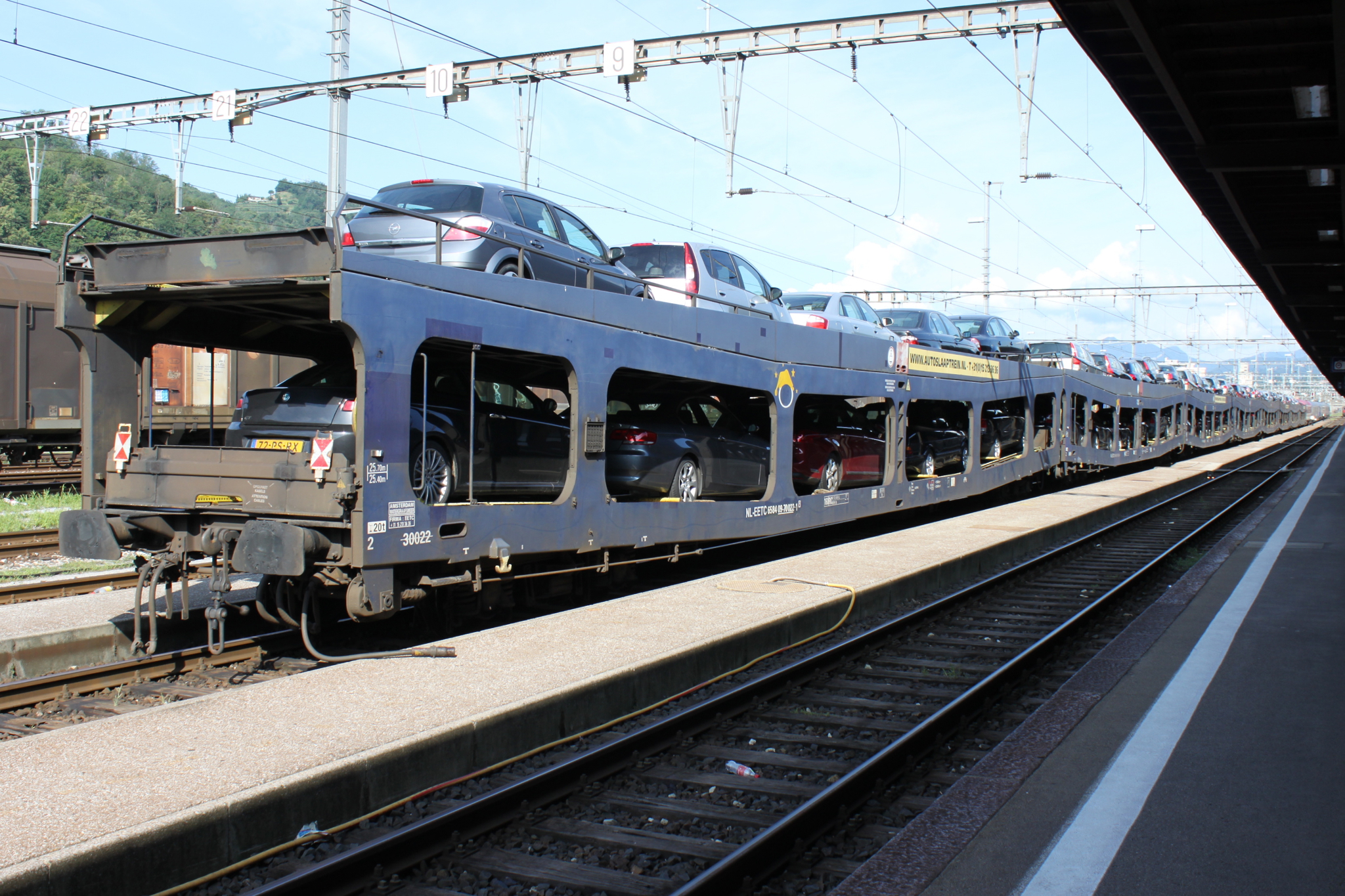
Een autoslaaptrein te Chiasso
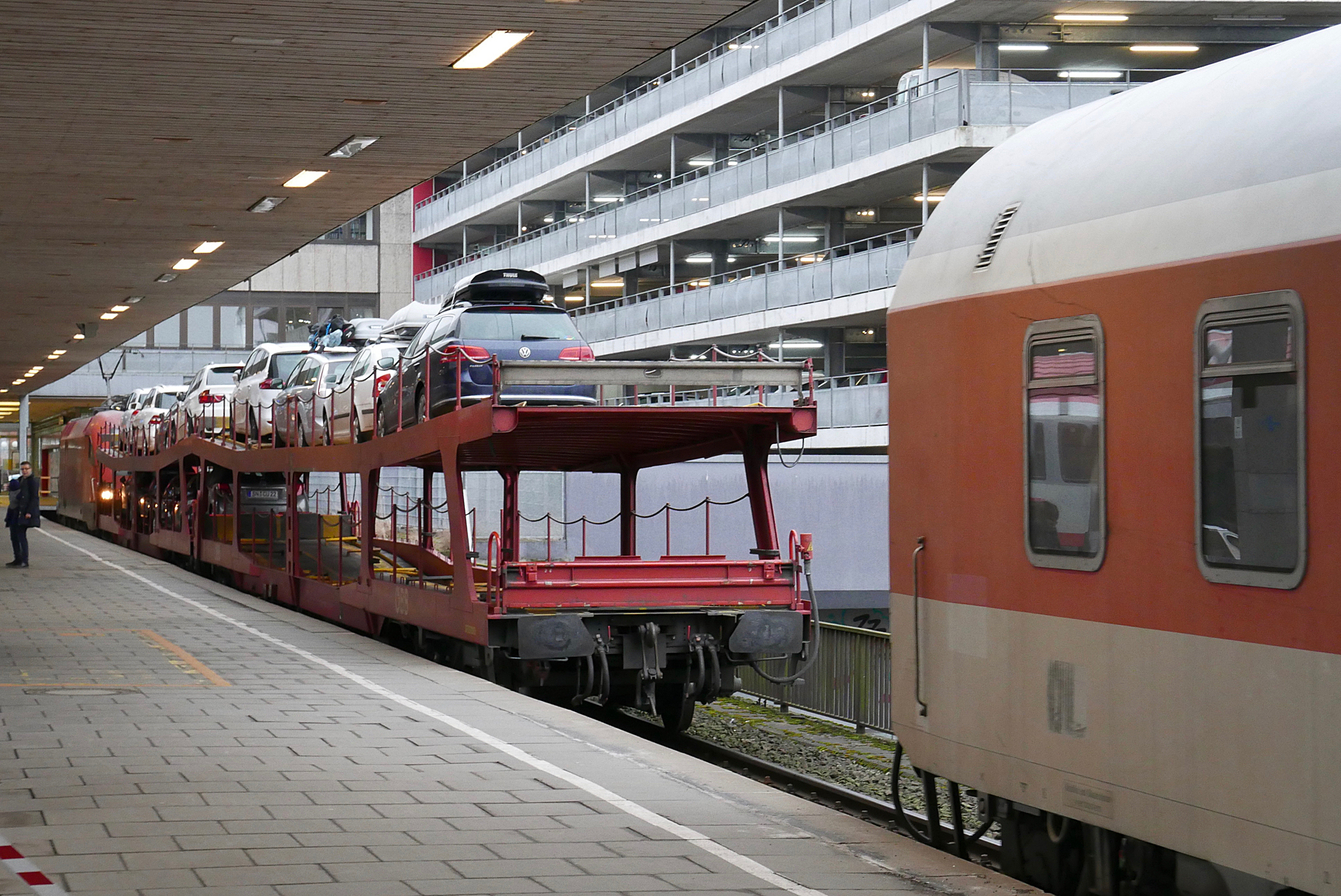
Autoslaaptrein van Deutsche Bahn
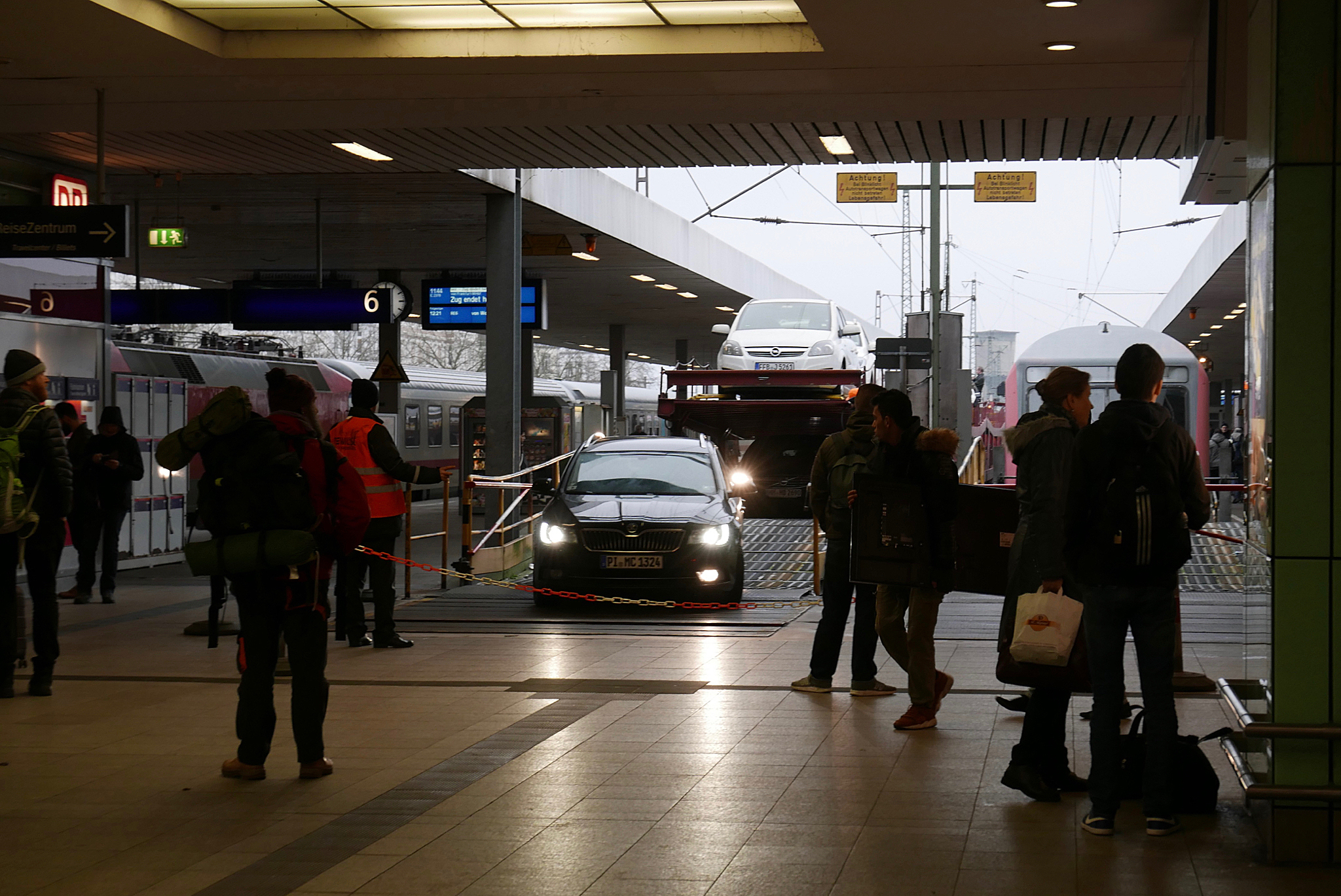
Afrijden van de wagons
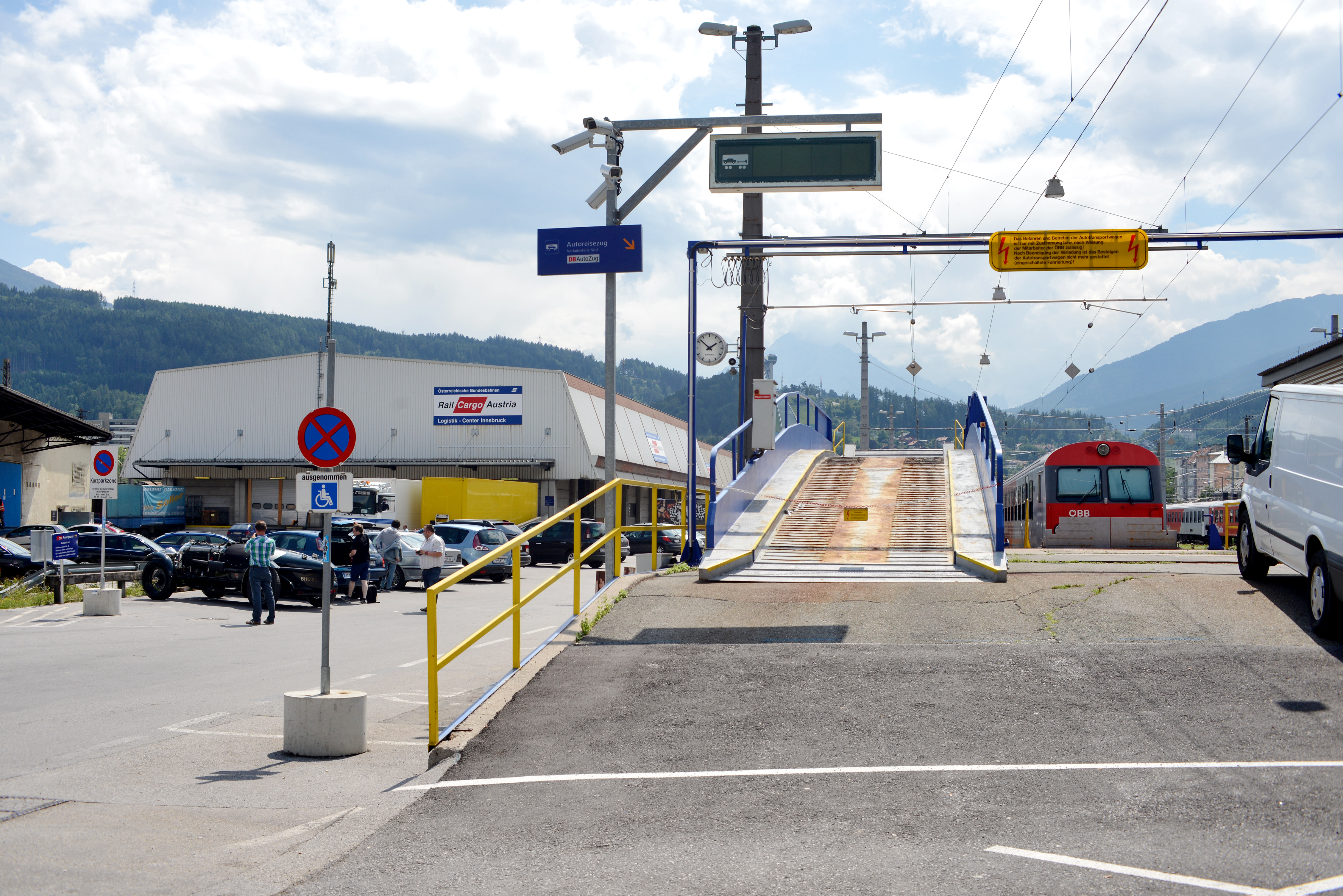
Oprijplaat in Innsbruck